# Karsten Finger
Karsten Finger (født 28. januar 1970 i Vestberlin) er en tysk tidligere roer.
Finger var med til at blive U/23-verdensmester i firer uden styrmand i 1991. Året efter kom han med i den tyske firer med styrmand, der efter at have vundet det tyske mesterskab kom med til OL 1992 i Barcelona, hvor denne disciplin for sidste gang var på det olympiske program. Den tyske besætning bestod ud over Finger af Uwe Kellner, Thoralf Peters, Ralf Brudel og styrmand Hendrik Reiher, og de kvalificerede sig til finalen som vindere af deres indledende heat. I finalen kunne de dog ikke følge med den rumænske båd, der satte olympisk rekord, men med en tid knap et sekund langsommere sikrede tyskerne sig dog sølvet næsten tre sekunder foran polakkerne, der fik bronze.

## OL-medaljer
- 1992:  Sølv i firer med styrmand